# Adina Bastidas
Adina Mercedes Bastidas Castillo (Caracas, 11 de junio de 1943),[cita requerida] es una política venezolana. Fue vicepresidente de Venezuela entre 2000 y 2002.

## Juventud
Desde su juventud fue militante del Partido Comunista de Venezuela, integrando una Unidad Táctica de Combate (UTC) del grupo guerrillero Fuerzas Armadas de Liberación Nacional que desató la lucha armada en Venezuela entre los años 1960 y 1969.
El 4 de febrero de 1964 es detenida portando una pistola junto a Mario Antonio García, por un robo a mano armada a Lourdes Blanco de Cañas, viuda de un efectivo de la Guardia Nacional muerto en servicio, quien acababa de cobrar una pensión de viudez. Los vecinos los capturaron, desarmaron y entregaron a la Policía Técnica Judicial, incautándoseles dos armas. Enjuiciada en Caracas y remitida el 11 de febrero de 1964 a la Cárcel de Mujeres de Los Teques. Después de salir en libertad se incorpora al Partido de la Revolución Venezolana (PRV) en la Universidad Central de Venezuela donde se encarga de reclutar cuadros y militantes para las unidades urbanas. Después de la pacificación del país mediante la reinserción de los grupos comunistas al sistema político, en la década de los noventa es militante fundadora del Movimiento V República.

## Vicepresidenta de la República
El presidente de Venezuela Hugo Chávez la designa Vicepresidenta ejecutiva de la República el 24 de diciembre de 2000 hasta el 13 de enero de 2002, cargo de gobierno creado por la nueva constitución de 1999 impulsada por Chávez mediante referéndum popular, convirtiéndose en la primera mujer en Venezuela que obtiene el segundo cargo gubernamental oficialmente.

## Banco Interamericano de Desarrollo
Desde 2006 a 2014 fue Directora Ejecutiva de la Silla de Panamá y Venezuela en el Banco Interamericano de Desarrollo, en Washington, D. C., Estados Unidos de América, donde además fue decana de dicho cuerpo.
Considerada del ala más izquierdista del gobierno de Chávez, Bastidas ha sido muy criticada por los empresarios venezolanos. Fue sustituida por Diosdado Cabello.